# Аяутеотъл
Аяутеотъл (на науатъл: Ayauhtéotl) в ацтекската митология е богиня на сланата, на нощната и сутрешната мъгла. Богиня и на тщеславието, знаменитостта и суетата, вероятно символизирайки преходността и нетрайността им, както са нетрайни сланата и сутрешните мъгли.
Известна е поговорка на ацтеките, отнасяща се за внезапно прославил се човек и гласяща: „Mixtitlan, Ayauhtitlan“, което означава „От облаците, от мъглата“.